# Camerlengo
Camerlengo kaldes den embedsmand ved pavehoffet, som bestyrer finanserne, som har jurisdiktionsret over alle embedsmænd ved Kurien, og som ved pavens død leder forretningerne; indtil 1870 var han tillige præfekt for det romerske universitet og uddelte doktorgraden i de 4 fakulteter. Så godt som altid vælges camerlengoen blandt kardinalerne, men det er ikke nødvendigt. Rækken af camerlengoer begynder med år 1061.